# Gavin Bryars

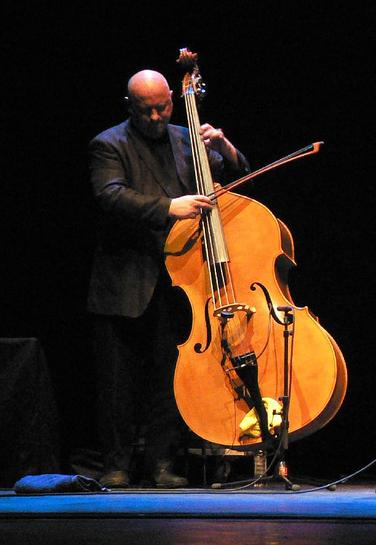
Gavin Bryars, 2006

Richard Gavin Bryars (* 16. Januar 1943 in Goole, Yorkshire) ist ein britischer Komponist und Kontrabassist.

## Leben
Bryars studierte zuerst Philosophie an der University of Sheffield, bevor er drei Jahre lang Musik studierte.
Seine erste bekannte musikalische Arbeit war die als Bassist in einem nach Joseph Holbrooke benannten Trio, zu dem neben ihm Derek Bailey und Tony Oxley gehörten. Zunächst Modern Jazz spielend, entdeckten sie bald die freie Improvisation. Hier begann sich Bryars für Komposition zu interessieren. 30 Jahre später kam es zu einer kurzen Wiedervereinigung, bei der die Alben Joseph Holbrooke ’98 und The Moat Recordings (Tzadik, 2006) entstanden.
Bryars hatte Kontakt mit John Cage und seiner New York School (was man seinen frühen Werken auch anhört) und war zeitweilig dessen Assistent. Weiterhin kam er mit Morton Feldman, Earle Brown und dem Minimalismus in Kontakt. Sein erstes bekanntes Werk, The Sinking of the Titanic von 1969, erlaubt den Musikern, eine Reihe von verschiedenen Klang- und sonstigen Quellen zu verwenden, die mit dem Untergang der Titanic zusammenhängen. Ein weiteres Frühwerk ist ein Arrangement von Jesus' Blood Never Failed Me Yet (1971), das auf einigen Gesangszeilen eines Obdachlosen aufbaut, sowohl konzeptuell wie auch akustisch. Dabei wird die leicht schief gesungene Strophe aus dem gleichnamigen Hymnus

„Jesus’ blood never failed me yet
Never failed me yet
Jesus’ blood never failed me yet
This one thing I know
For He loves me so“

in einer Endlosschleife wiederholt. Auf dieses Loop werden verschiedene, zunehmend komplexe orchestrale Sätze gelegt, die live eingespielt wurden. Zuerst 1975 als Langspielplatte angelegt und veröffentlicht, wurde 1993 eine CD-Version erstellt, die weitere Sätze enthält und über die gesamten 74 Minuten den Gesang wiederholt, in den letzten Minuten im scheinbaren Duett mit Tom Waits.
Auch in populären Aufführungen spielte Bryars mit, so mit dem Portsmouth Sinfonia. Spätere, eigenständige Arbeiten schließen A Man in a Room, Gambling (Auftragsarbeit für die BBC Radio 3), drei Streichquartette, eine Reihe von Konzerten sowie einige Opern ein. 1982 schrieb er für die Opéra de Lyon eine Medea nach Euripides, die er 1984 und 1995 jeweils überarbeitete. Mehrfach aufgeführt wurde seine Oper Marilyn Forever, zuletzt 2018 in Wien. Zudem hat er für Merce Cunningham Choreographien erstellt (Biped). Im März 2018 wurde seine Oper The Collected Works of Billy the Kid in Lyon uraufgeführt.
Bryars war Gründungsmitglied des Instituts für Musik an der Polytechnischen Hochschule Leicester (jetzt De Montfort University) und unterrichtete dort einige Jahre. Er lebt in England und zeitweise an der Westküste Kanadas.